# Loix
Loix ist eine französische Gemeinde mit 742 Einwohnern (Stand 1. Januar 2022) auf der Île de Ré und ist bekannt für seine Salzgärten, die links und rechts der Hauptstraße angelegt sind. Das Ecomusée Marais Salants hat seinen Sitz inmitten der Salzgärten und informiert über die Geschichte der Salzgewinnung auf der Insel.
Im Hafen von Loix gibt es eine alte Gezeitenmühle (außer Betrieb), in der mit Hilfe von Ebbe und Flut Mehl gemahlen wurde. Die Mühle selbst ist für die Öffentlichkeit unzugänglich. Es existiert ein Wanderweg rund um das Staubecken hinter dem Wehr.

## Geschichte
In den Jahren der Französischen Revolution trug Loix kurzzeitig den Namen „Loi“

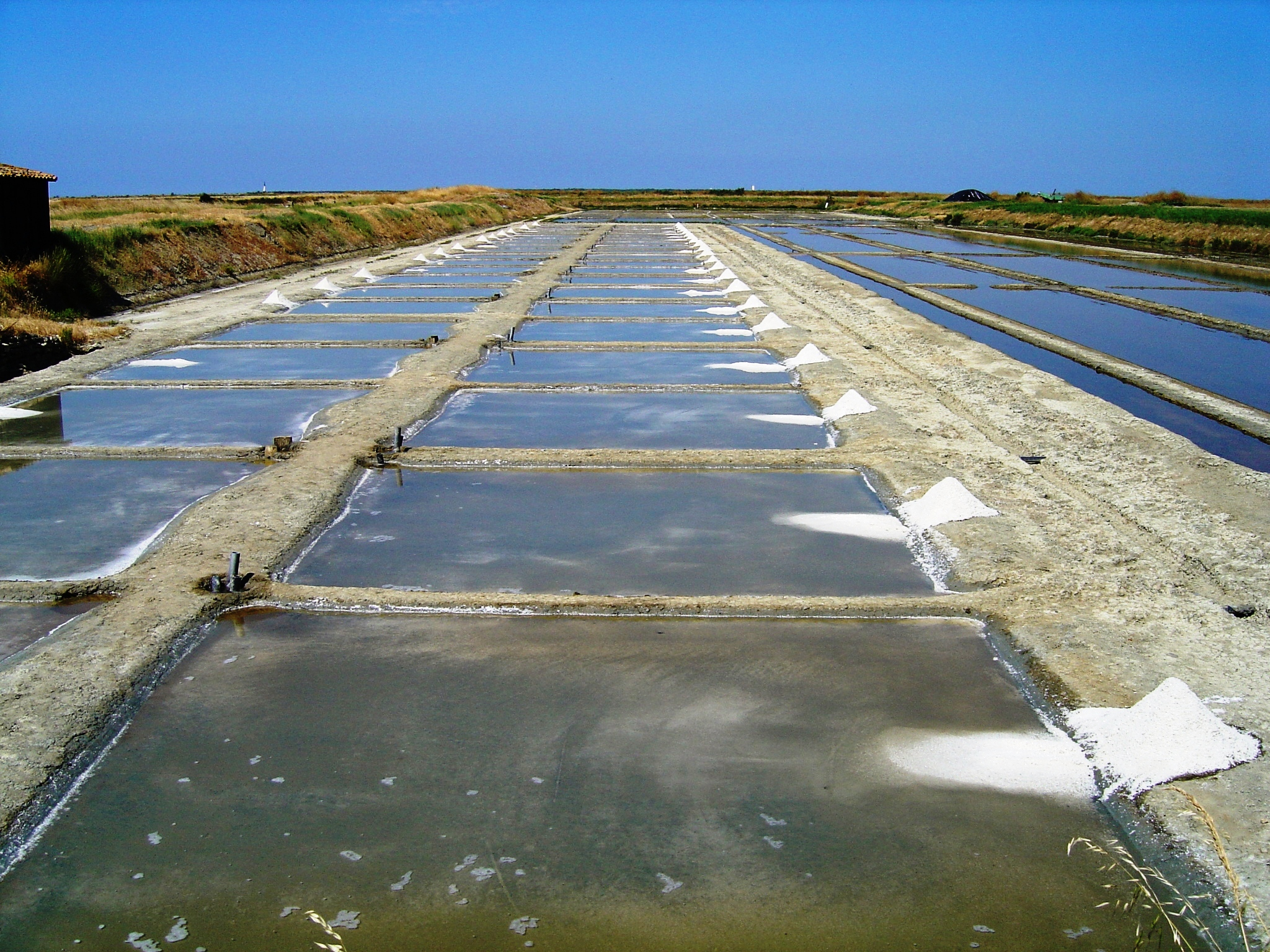
Salzgarten bei Loix
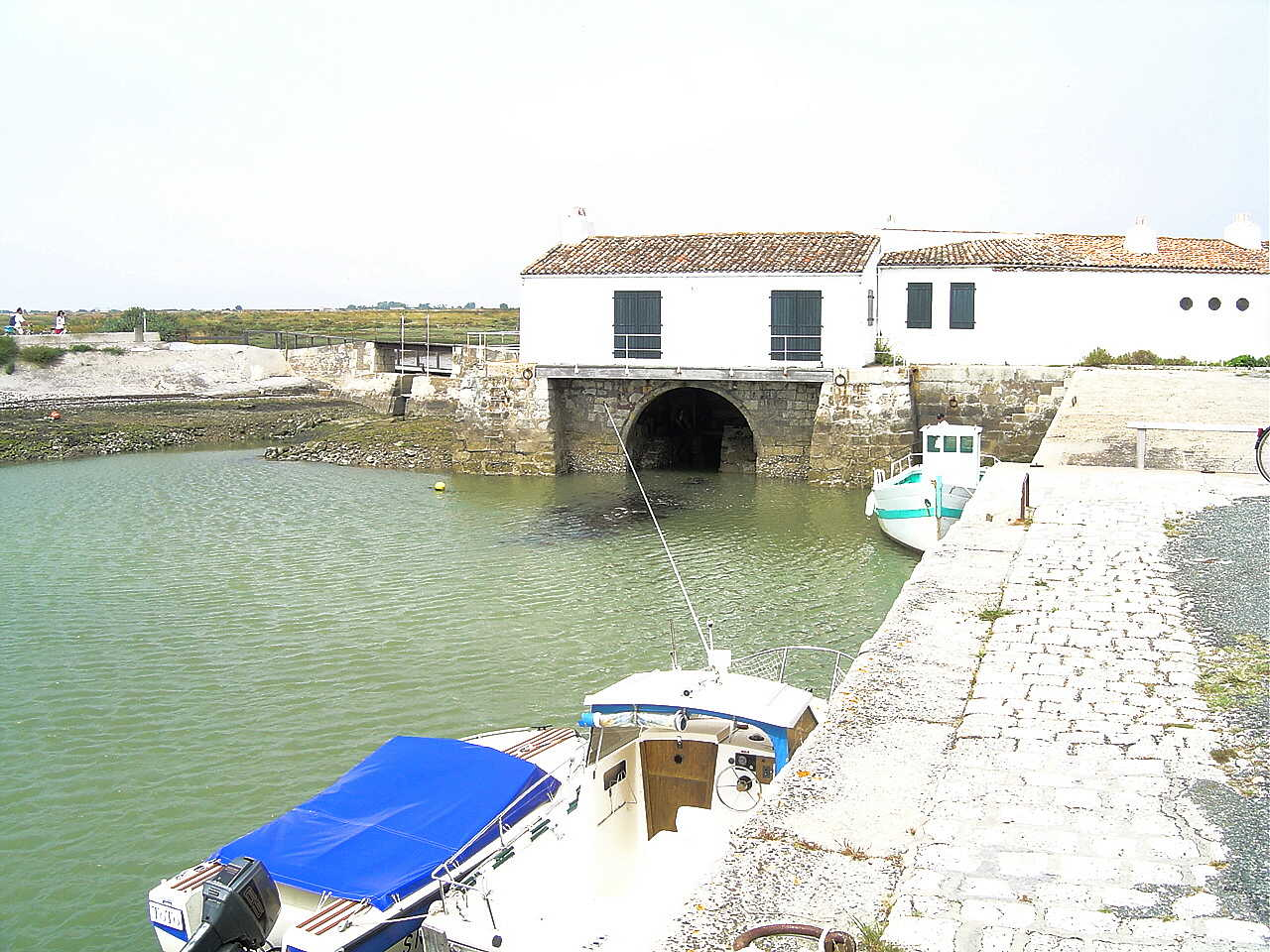
Gezeitenmühle in Loix

## Bevölkerungsentwicklung
| Jahr                       | 1962 | 1968 | 1975 | 1982 | 1990 | 1999 | 2007 | 2016 |
| Einwohner                  | 439  | 439  | 470  | 433  | 561  | 619  | 715  | 715  |
| Quellen: Cassini und INSEE |      |      |      |      |      |      |      |      |